# ویلبرت لندن
ویلبرت لندن (انگلیسی: Wilbert London؛ زادهٔ ۱۷ اوت ۱۹۹۷) ورزشکار دو و میدانی اهل ایالات متحده آمریکا است.
وی در مسابقات کشوری و بین‌المللی در مجموع برندهٔ ۲ مدال طلا شده‌است.